# Frustracije in konflikti
Frustracija in konflikti so psihološke teme o človeški motivaciji. 

## Frustracija
Vsaka želja ne more biti takoj zadovoljena ali pa je želja celo nedosegljiva. Človek v svoji življenjski dobi naleti na mnogo takšnih ovir. Najboljši primeri so športniki, ki se za rezultate zelo trudijo in so se pripravljeni odreči mnogim dejavnostim, ki jih imajo drugi vrstniki. Kljub vsem naporom in odrekanjem pa ni nujno, da bodo vedno zadovoljni s svojimi rezultati. Takrat ko športnik ne zadovolji svojih pričakovanj, pride do frustracije. Torej frustracija se pojavi takrat ko pride v motivacijskemu delu do ovire in začasno ali dokončno prepreči doseg cilja. Izvori frustracije so lahko različni. Kot smo že omenili se frustracija pojavi kot ovira v motivacijskem delu. Izvor frustracije se lahko pojavi pri zadovoljevanju potreb, odlaganju potreb in pri konfliktu potreb.

### Delitev frustracij
Frustracije delimo na zunanje in notranje. Zunanja ovira je ovira, ki nam jo zadajo zunanji vplivi. Primer zunanje frustracije so zapornice, ki nam preprečijo pravočasen prihod na določeno mesto, ko smo pozni. Notranje ovire so nasprotne zunanjim. Notranje ovire so ovire, ki nam jih povzroča naše telo. Na primer trema pred govorom. Vendar ni nujno, da je ta frustracija ovira. Če je frustracija majhna je lahko koristna. Če pa je ta prevelika pa se na odru lahko pojavi blokada in med govorom »zamrznemo«.

## Konflikti
Konflikt se pojavi takrat, ko se istočasno pojavita 2 potrebi, ki ju ni mogoče obeh zadovoljiti. Takrat je treba izbrati eno pot. Ker ena pot pomeni oviro za drugo in obratno je taka situacija tudi frustrirajoča.
Poznamo več vrst konfliktov:
- Približevanje – približevanje

Ta konflikt se pojavi pri dveh pozitivnih ciljih, ki se pojavita naenkrat. Čeprav moramo izbirati med dvema pozitivnima ciljema ni nujno, da je to lahka odločitev. Primer takega konflikta je če si želimo ogledati film v kinu ali iti na zabavo. 
- Izogibanje – izogibanje

Ta konflikt je bolj neprijeten. Saj moremo izbirati med dvema neprijetnima ciljema. Taki primeri so bolj stresni, saj smo na koncu veliko manj zadovoljni kot pa pri primeru približevanja – približevanja.primer prekinitev diete ali končanje diete.  
- Približevanje – izogibanje

Tukaj gre za nasprotujoča si konflikta. Eden ima pozitiven predznak, drugi pa negativen.. Ni nujno, da je pozitiven konflikt pravilnejši od negativnega. Primer je, ko nam med dieto zadiši nedovoljena hrana. Odločimo se lahko med prekinitvijo diete ali nadaljevanjem truda za boljši izgled.

## Načine reagiranja na frustracijo
Ljudje niso enako občutljivi na frustracije. Toliko kolikor frustracij prenesemo imenujemo frustracijska toleranca. Večja kot je ta toleranca, bolj smo odporni na frustracije. Nižja kot je ta toleranca, smo manj odporni na frustracije. Obstajajo razlike na stopnjah frustracijah. Otroci imajo zelo nizko frustracijsko stopnjo. Velika prelomnica je vstop v šolo, s tem pridobivajo višjo frustracijsko stopnjo. Najpomembnejše okolje, ki določa kakšno frustracijsko toleranco je družinsko okolje. Vsaka frustracija povzroči motnje v organizmu. Te motnje so anksioznost, motnje v odnosih, zmanjšanje delovnih sposobnosti...